# Méthode des points sources distribués
Pour les articles homonymes, voir DPSM.
En analyse numérique, la méthode des points sources distribués , plus connue sous son acronyme anglais DPSM (Distributed Point Source Method), est une méthode permettant de transformer un problème continu (par exemple une équation différentielle) en un problème discret, de type méthode des éléments finis de frontière. Cette méthode a été mise au point par les chercheurs Dominique Placko (1984) et Tribikram Kundu.
Le principe de la méthode consiste à calculer numériquement des valeurs (telles que pression, potentiel, vitesse...) dans un domaine donné à partir des équations différentielles définissant le système, des conditions imposées par l'utilisateur aux frontières de ce domaine et du choix du recul des sources. Cette méthode diffère des méthodes des éléments finis de frontières dans la mesure où le recul des sources supprime les singularités des fonctions de Green sur les frontières, inhérentes à ce genre de méthode.
Cette méthode est couramment utilisée dans les disciplines telles que l'électrostatique, l'électromagnétisme, les ultrasons et le contrôle non destructif. 

## La méthode

### Discrétisation
On part de la formulation faible du problème et on utilise une méthode de Galerkine sur un maillage du domaine d'étude. La solution appartient à un espace fonctionnel satisfaisant des propriétés de régularité bien définies.
D'un point de vue plus formel, on écrit la formulation faible sous la forme : 
Trouver {\displaystyle u\in V} telle que {\displaystyle \forall v\in V,a(u,v)=L(v)}
où a est une forme bilinéaire, et L une forme linéaire.
L'ensemble V étant généralement de dimension infinie, on construit un espace {\displaystyle V_{h}\subset V} avec {\displaystyle {\rm {dim}}V_{h}<+\infty }, et on réécrit le problème de la façon suivante : 
Trouver {\displaystyle u_{h}\in V_{h}} telle que {\displaystyle \forall v_{h}\in V_{h},a(u_{h},v_{h})=L(v_{h})}
Dans la pratique, on se restreint aux fonctions {\displaystyle V} définissant les frontières du domaine d'étude. Ces fonctions sont appelées conditions aux limites du problème.
L'espace {\displaystyle V_{h}} considéré est l'ensemble des fonctions de Green solutions ponctuelles pour chaque point source issue du maillage. 

### Forme matricielle du problème
Du fait que l'espace d'approximation utilisé {\displaystyle V_{h}} est de dimension finie {\displaystyle n<+\infty }, on peut décomposer la solution du problème sur une base de fonctions de Green {\displaystyle \left\lbrace g_{i}\right\rbrace _{1\leqslant i\leqslant n}} de {\displaystyle V_{h}} :
{\displaystyle u_{h}=\sum _{j=1}^{n}{\lambda }_{j}g_{j}}
Ainsi, en écrivant le problème en choisissant les fonctions condition aux limites {\displaystyle v_{h}=cl_{i}}, il vient :
{\displaystyle m(u_{h},e_{i})=\sum _{j=1}^{n}{\lambda }_{j}a(g_{j},cl_{i})=L(cl_{i})\ ,\ \forall i\in [\![1,n]\!]}
On obtient ainsi un système d'équations linéaires de la forme {\displaystyle M{\lambda }=l}, en notant
{\displaystyle M=\left(a(g_{j},cl_{i})\right)_{1\leqslant i,j\leqslant n}}, {\displaystyle {\lambda }=\left({\lambda }_{i}\right)_{1\leqslant i\leqslant n}}, {\displaystyle l=\left(L(cl_{i})\right)_{1\leqslant i\leqslant n}}
Cette forme matricielle est plus lisible sous la forme de matrices par blocs. Les sources et les points tests sont regroupés par frontières du domaine. 
{\displaystyle m(u_{h},e_{i})=\sum _{j=1}^{n}{\lambda }_{j}a(g_{j},cl_{i})=\sum _{Fr=1}^{p}{\sum _{j=1}^{n_{p}}{\lambda }_{j}a(g_{j},cl_{i})}}

## Illustration de la méthode

### Le modèle étudié

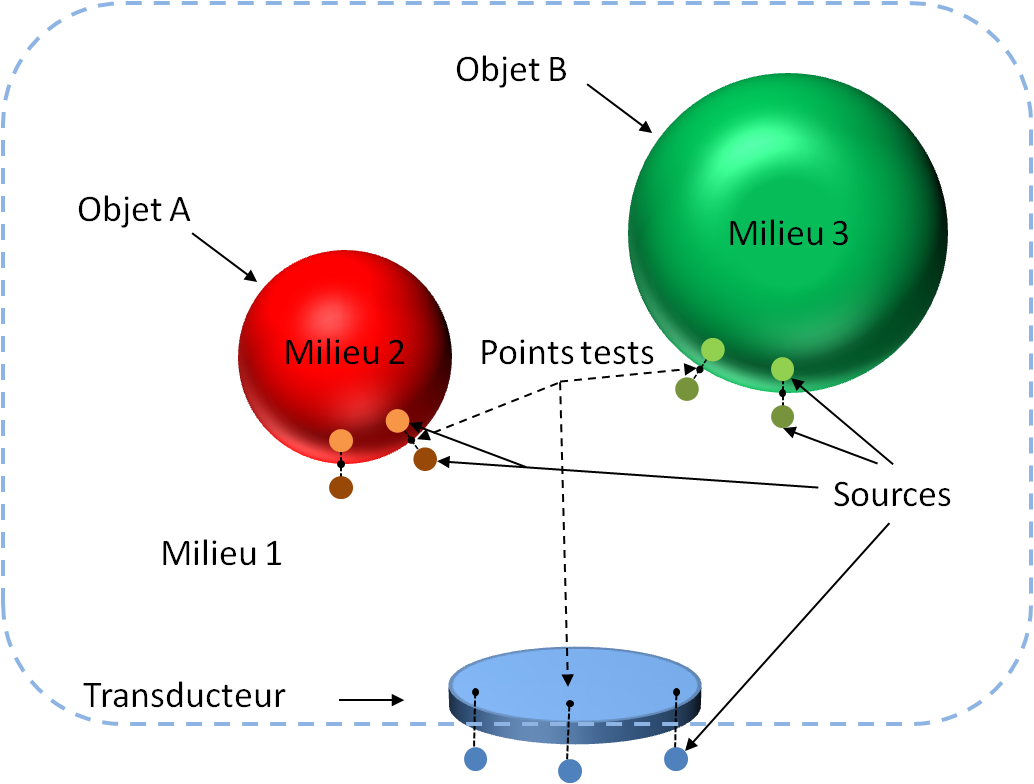
Modélisation d'un transducteur à ultrasons dans un milieu contenant 2 bulles

Exemple de calcul de la pression acoustique générée par un transducteur à ultrasons dans un milieu contenant 2 bulles. 

### Les éléments de la méthode
Les "points test" sont des points géométriques posés sur le maillage des frontières du domaine d'étude. 
Les "conditions aux limites" sont des fonctions définies sur les points tests. Elles sont scalaires ou vectorielles .
Les "points sources"  sont des points géométriques positionnés à l'aplomb des points tests.
Le "milieu" est l'espace délimité par les frontières. Le milieu est supposé homogène et il est défini par ses caractéristiques (comme la pression, la permittivité...)
Les fonctions sources de cette modélisation définies entre une source S et un point test P sont 
{\displaystyle a_{SP}={\frac {\mu }{4\pi }}{\frac {\mathrm {e} ^{-ikR_{SP}}}{R_{SP}}}} où {\displaystyle R_{SP}} est la distance entre le point source S et le point test P.
Ces fonctions sont les coefficients des matrices. Ils correspondent à la contribution des sources sur les points tests.

### Génération de la matrice
La matrice est générée bloc par bloc. Chaque bloc correspond à un couple de frontières <Sources/Points test>. Chaque bloc est une matrice de dimension de NxP coefficients, N étant le nombre de sources et P le nombre de points tests. 
Les blocs diagonaux sont appelés matrices d'autocouplage, ils correspondent à la contribution des sources d'une frontière sur les points tests de la même frontière. Les autres blocs sont les matrices d'intercouplage, correspondant à la contribution des sources d'une frontière sur les points tests d'une autre frontière. 
La ligne de bloc s'écrit : {\displaystyle M.\lambda =Cl}

Dans les cas où les frontières sont internes, c'est-à-dire qu'elles séparent 2 milieux, les conditions aux limites utilisateurs sont remplacées par des conditions de continuité comme la continuité de la pression modulo la pression de chaque milieu.
La ligne de bloc s'écrit : {\displaystyle M^{+}.\lambda ^{+}-M^{-}.\lambda ^{-}=0}  où  {\displaystyle M^{+}} correspond à la contribution des sources d'un côté de la frontière interne orientée et {\displaystyle M^{-}} au côté opposé.

### les résultats
Pression acoustique générée par un transducteur vibrant à 1 MHz et 2 MHz dans de l'eau contenant 2 bulles d'air

## Référence
- (en) Advanced Ultrasonic Methods for Material and Structure Inspection, Auteurs:R.AHMAD, T. KUNDU éditeur Hermes Science Publishing, Royaume-Uni, janvier 2007, chap.  5 p. 159-187.

- (en) A Differential DPSM Based Modeling Applied to Eddy Current Imaging Problems (Thierry Bore)

- (en) Dominique Placko, Dpsm for Modeling Engineering Problems, juillet 2007 (ISBN 978-0-471-73314-0)
- (en) Tribikram Kundu, Ultrasonic and Electromagnetic Nde for Structure and Material Characterization : Engineering and Biomedical Applications, CRC Press, aout 2012, 890 p. (ISBN 978-1-4398-3663-7, lire en ligne)